# 何式箴
何式箴（1841年—?），字荫庭，号镜吾、仲楷，都京內務府正黃旗漢軍人，清朝政治人物、同進士出身。
光緒二年丙子科举人，三年（1877年），参加丁丑科殿試，登進士三甲第106名。同年五月，經吏部掣簽，授即用知縣。后任山东聊城冠县知县。